# Fort-du-Plasne
Fort-du-Plasne est une commune française située dans le département du Jura en région Bourgogne-Franche-Comté.

## Géographie

### Localisation

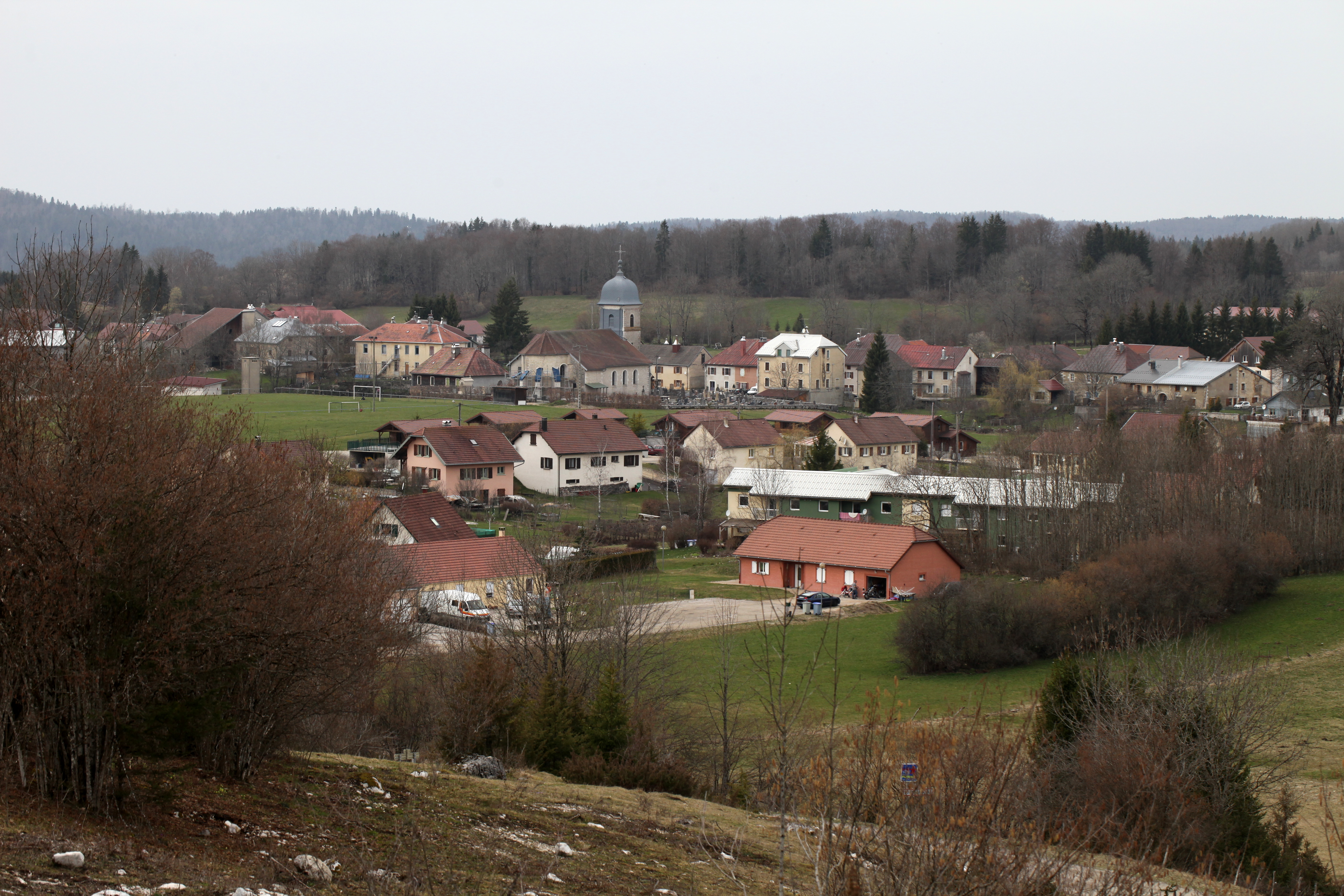
Vue générale

La commune se trouve dans le Haut-Jura et fait partie du Parc naturel régional du Haut-Jura.
Un circuit de randonnée pédestre (balisage jaune) parcourt le village et le lac,.

### Communes limitrophes
Les communes limitrophes sont  Entre-deux-Monts, Foncine-le-Bas, La Chaumusse, La Chaux-du-Dombief, Lac-des-Rouges-Truites, Les Planches-en-Montagne et Saint-Laurent-en-Grandvaux.

### Hydrographie

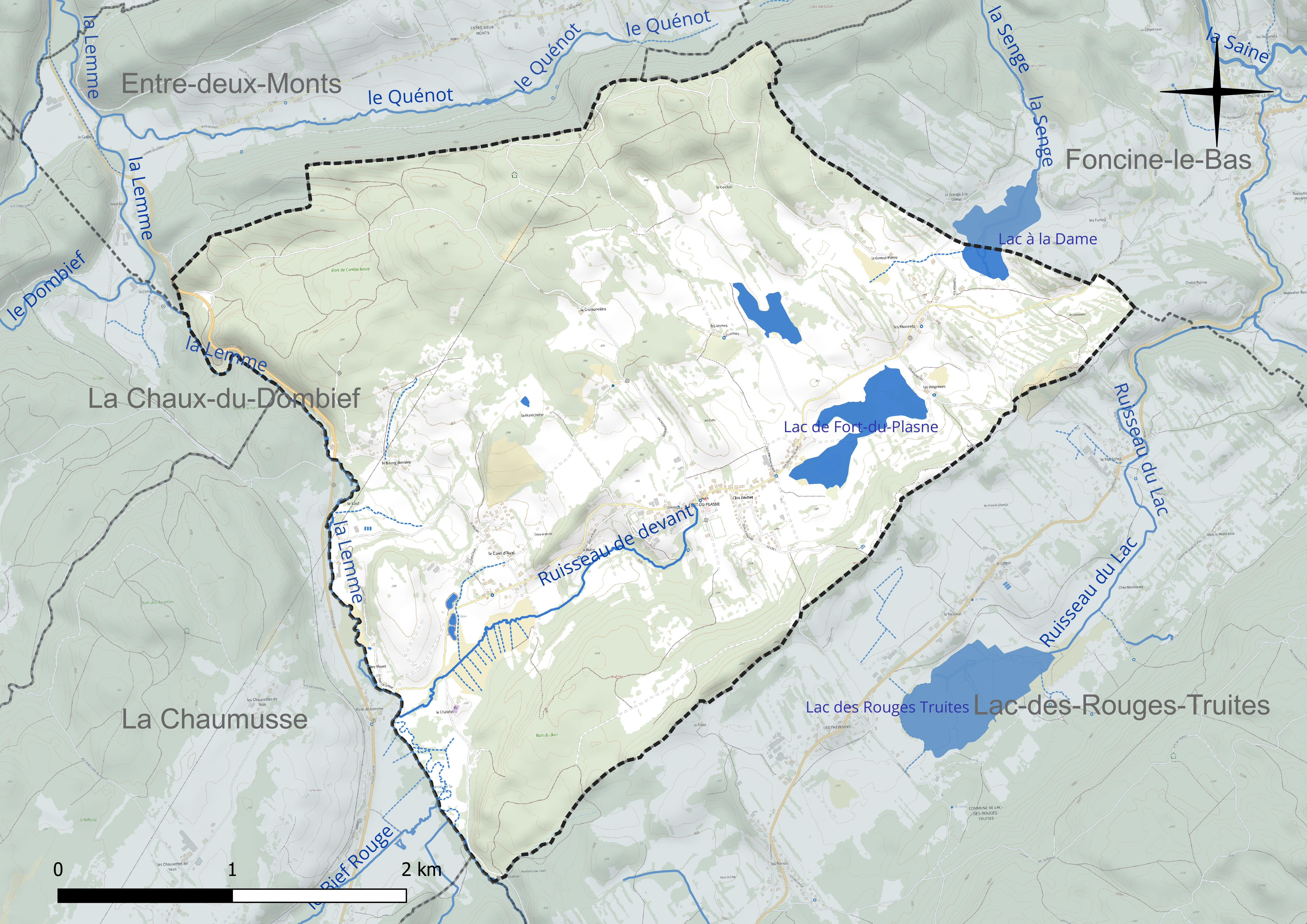
Carte hydrographique de la commune.

La Lemme coule en limite ouest de la commune, et est enrichie des eaux du ruisseau de Devant. C'est un affluent de la Saine, et donc un sous-affluent du Rhône par l'Ain.
Le lac de Fort-du-Plasne, qui s'étend sur 1,2 ha, est un lac naturel privé situé dans une petite combe située à 885 m d'altitude à l'est du village.

### Climat
Pour des articles plus généraux, voir Climat de la Bourgogne-Franche-Comté et Climat du département du Jura.
En 2010, le climat de la commune est de type climat de montagne, selon une étude du Centre national de la recherche scientifique s'appuyant sur une série de données couvrant la période 1971-2000. En 2020, Météo-France publie une typologie des climats de la France métropolitaine dans laquelle la commune est exposée à un climat de montagne ou de marges de montagne et est dans la région climatique  Jura, caractérisée par une forte pluviométrie en toutes saisons (1 000 à 1 500 mm/an), des hivers rigoureux et un ensoleillement médiocre.
Pour la période 1971-2000, la température annuelle moyenne est de 7,2 °C, avec une amplitude thermique annuelle de 16,1 °C. Le cumul annuel moyen de précipitations est de 1 815 mm, avec 14,5 jours de précipitations en janvier et 10,6 jours en juillet. Pour la période 1991-2020, la température moyenne annuelle observée sur la station météorologique de Météo-France la plus proche, « Cerniébaud », sur la commune de Cerniébaud à 16 km à vol d'oiseau, est de 7,9 °C et le cumul annuel moyen de précipitations est de 1 786,6 mm. 
La température maximale relevée sur cette station est de 35 °C, atteinte le 25 juillet 2019 ; la température minimale est de −26,5 °C, atteinte le 12 janvier 1987,,.
Les paramètres climatiques de la commune ont été estimés pour le milieu du siècle (2041-2070) selon différents scénarios d'émission de gaz à effet de serre à partir des nouvelles projections climatiques de référence DRIAS-2020. Ils sont consultables sur un site dédié publié par Météo-France en novembre 2022.

### Qualité de l'environnement

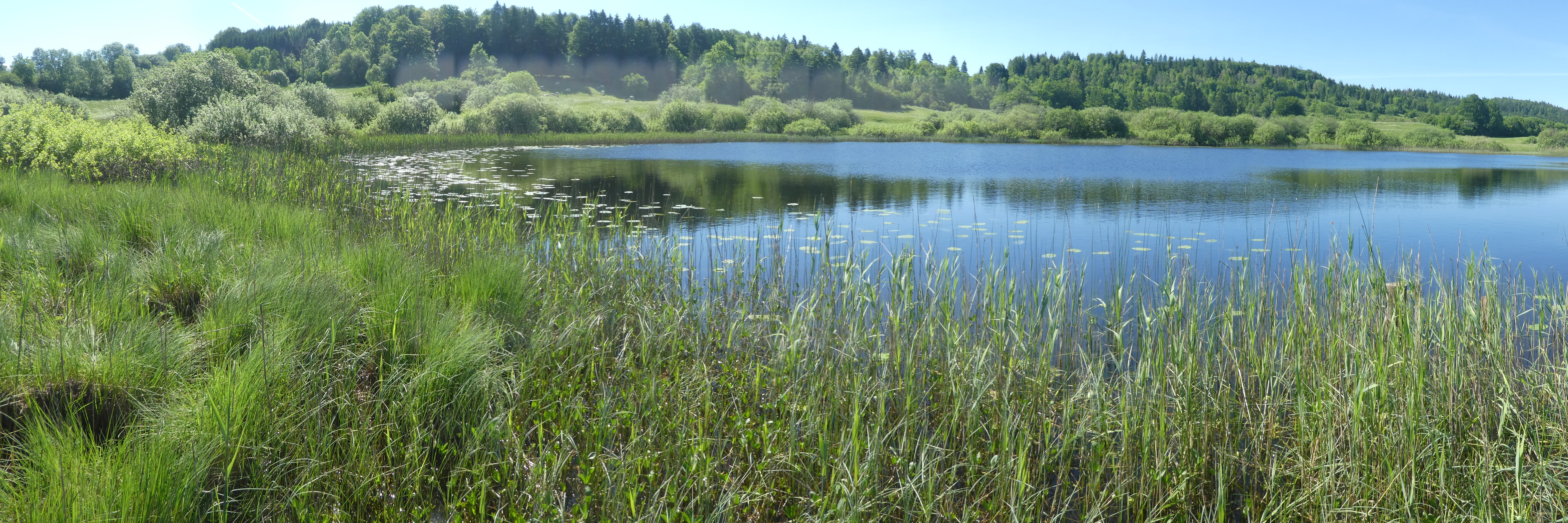
Le lac de Fort-du-Plasne.

Le  lac de Fort-du-Plasne fait partie du site Ramsar "Tourbières et lacs de la montagne Jurassienne" depuis février 2021.
Il est entouré de prairies et de marais, et se prolonge au nord-est par une zone de tourbières.

## Urbanisme

### Typologie
Au 1er janvier 2024, Fort-du-Plasne est catégorisée commune rurale à habitat dispersé, selon la nouvelle grille communale de densité à sept niveaux définie par l'Insee en 2022.
Elle est située hors unité urbaine et hors attraction des villes,.

### Occupation des sols

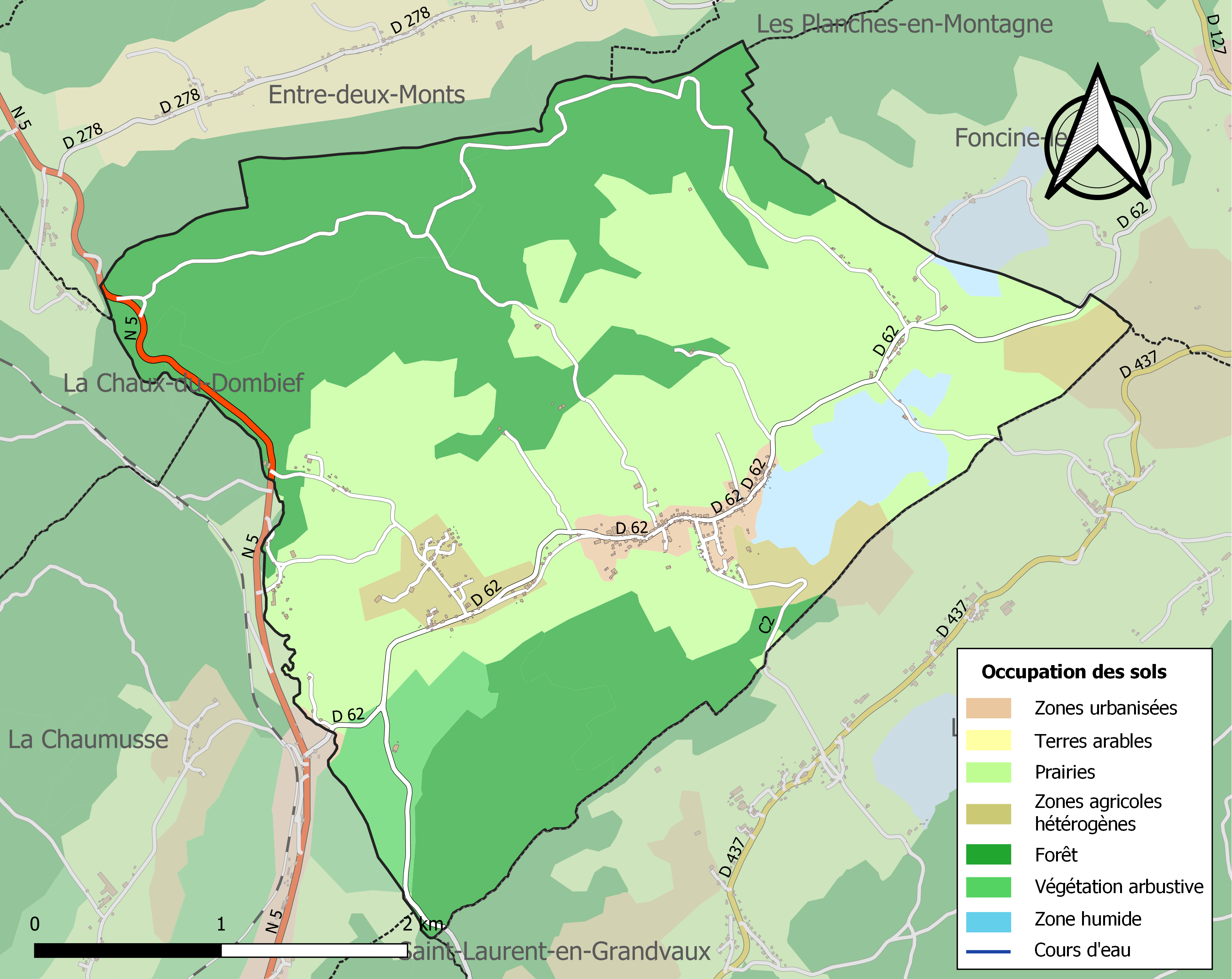
Carte des infrastructures et de l'occupation des sols de la commune en 2018 (CLC).

L'occupation des sols de la commune, telle qu'elle ressort de la base de données européenne d’occupation biophysique des sols Corine Land Cover (CLC), est marquée par l'importance des territoires agricoles (47,1 % en 2018), en diminution par rapport à 1990 (50,3 %). La répartition détaillée en 2018 est la suivante : 
forêts (42,7 %), prairies (41,7 %), zones agricoles hétérogènes (5,5 %), zones humides intérieures (4,3 %), milieux à végétation arbustive et/ou herbacée (3,6 %), zones urbanisées (2,2 %). L'évolution de l’occupation des sols de la commune et de ses infrastructures peut être observée sur les différentes représentations cartographiques du territoire : la carte de Cassini (XVIIIe siècle), la carte d'état-major (1820-1866) et les cartes ou photos aériennes de l'IGN pour la période actuelle (1950 à aujourd'hui).

### Lieux-dits, hameaux et écarts
Outre le village, la commune compte plusieurs hameaux : le Coin d'aval et les Monnets.

### Habitat et logement
En 2020, le nombre total de logements dans la commune était de 245, alors qu'il était de 236 en 2015 et de 221 en 2010.
Parmi ces logements, 79,4 % étaient des résidences principales, 12,5 % des résidences secondaires et 8 % des logements vacants. Ces logements étaient pour 88,7 % d'entre eux des maisons individuelles et pour 11,3 % des appartements.
Le tableau ci-dessous présente la typologie des logements à Fort-du-Plasne en 2020 en comparaison avec celle du département du Jura et de la France entière. Une caractéristique marquante du parc de logements est ainsi une proportion de résidences secondaires et logements occasionnels (12,5 %) supérieure à celle du département (10,4 %) et à celle de la France entière (9,7 %). Concernant le statut d'occupation de ces logements, 83,7 % des habitants de la commune sont propriétaires de leur logement (82,7 % en 2015), contre 66,1 % pour le département du Jura et 57,5 pour la France entière.
| Typologie                                               | Fort-du-Plasne | Jura | France entière |
| ------------------------------------------------------- | -------------- | ---- | -------------- |
| Résidences principales (en %)                           | 79,4           | 79,8 | 82,1           |
| Résidences secondaires et logements occasionnels (en %) | 12,5           | 10,4 | 9,7            |
| Logements vacants (en %)                                | 8              | 9,8  | 8,2            |

### Voies de communication et transports

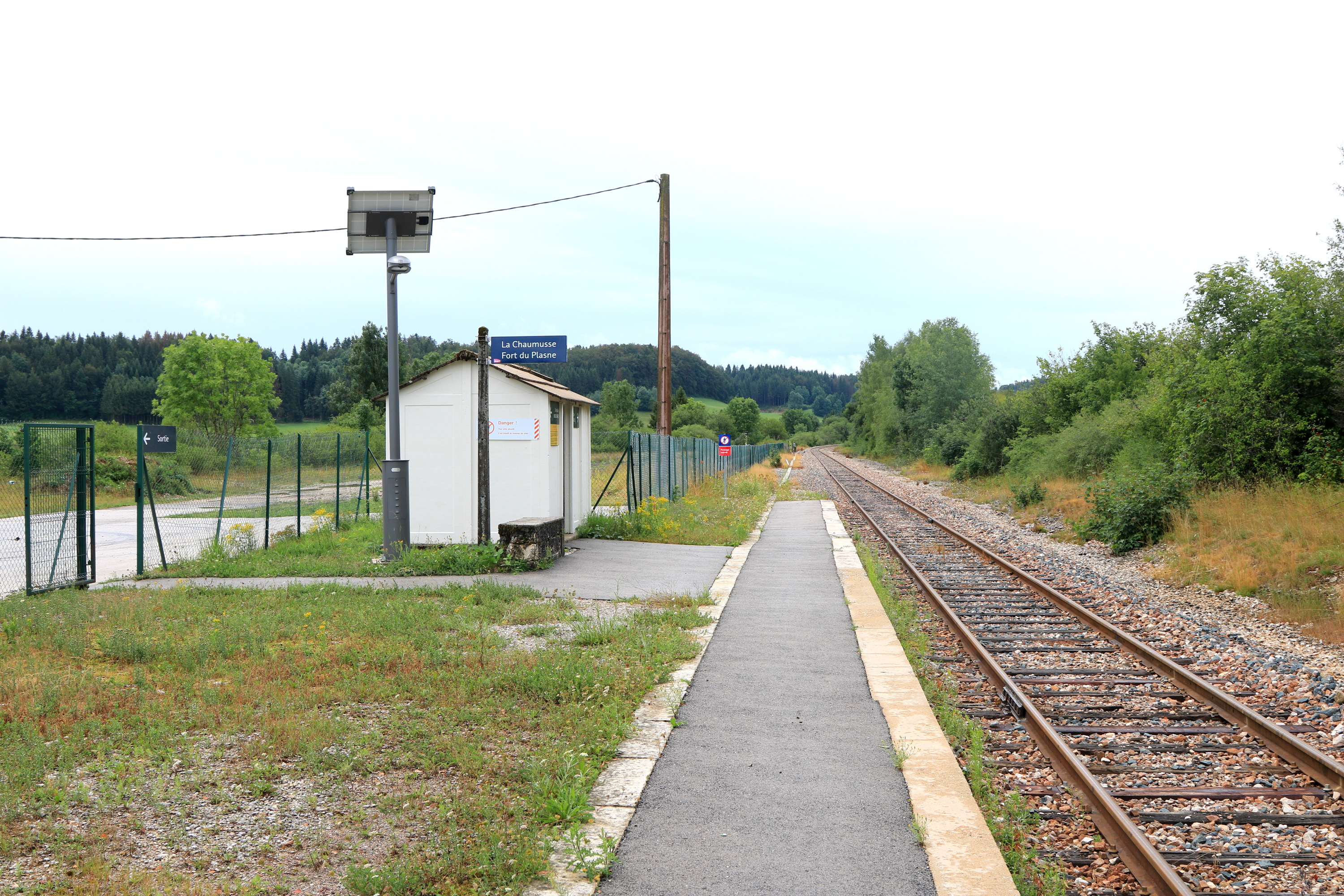
La gare en 2019.

La route nationale 5 tangente par l'ouest le territoire communal et constitue sa principale voie d'accès. La RD 62, qui s'en débranche, dessert le village.
La Gare de La Chaumusse - Fort-du-Plasne, située sur le territoire de  La Chaumusse, à proximité de Fort-du-Plasne, est une halte ferroviaire de la ligne d'Andelot-en-Montagne à La Cluse desservie par des trains régionaux de la relation Besançon-Viotte - Saint-Claude.

### Temps modernes

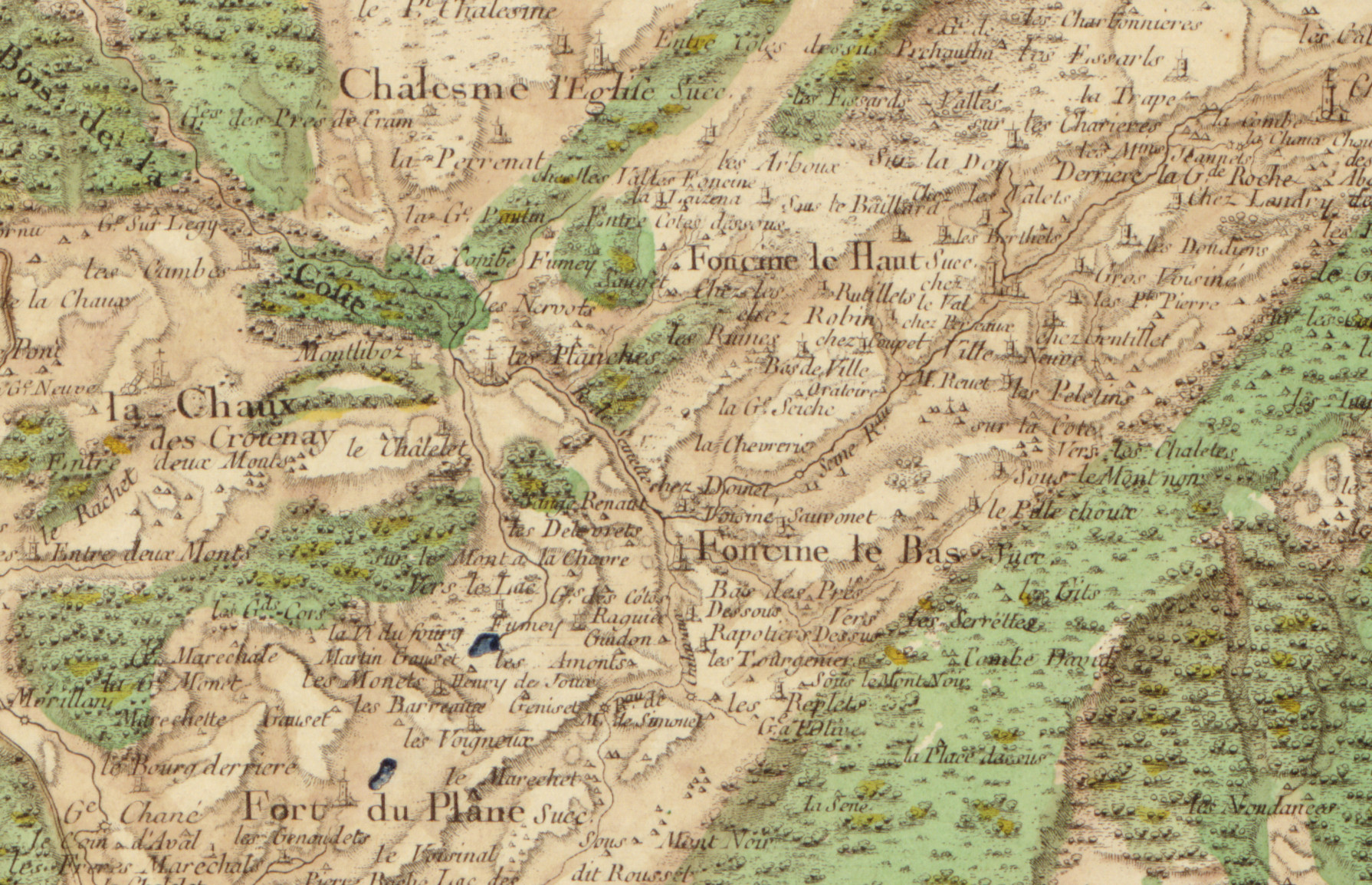
Carte de Cassini (XVIIIe siècle).

## Toponymie
Le nom latin de cette paroisse était Fornus Platanus, et un plane est un arbre, qui peut être un platane commun ou une espèce d'érable. Le platane commun est en effet également appelé platane à feuille d'érable, et cette espèce d'érable est également appelée érable-platane, érable plane ou érable de Norvège. Et dans ce climat de montagne, Fort du Plasne signifie ainsi « Four de l’érable ».[réf. nécessaire]

## Histoire

### Époque contemporaine
La gare de La Chaumusse - Fort-du-Plasne est mise en service le 10 août 1890, facilitant les déplacements des personnes et le transport des marchandises.

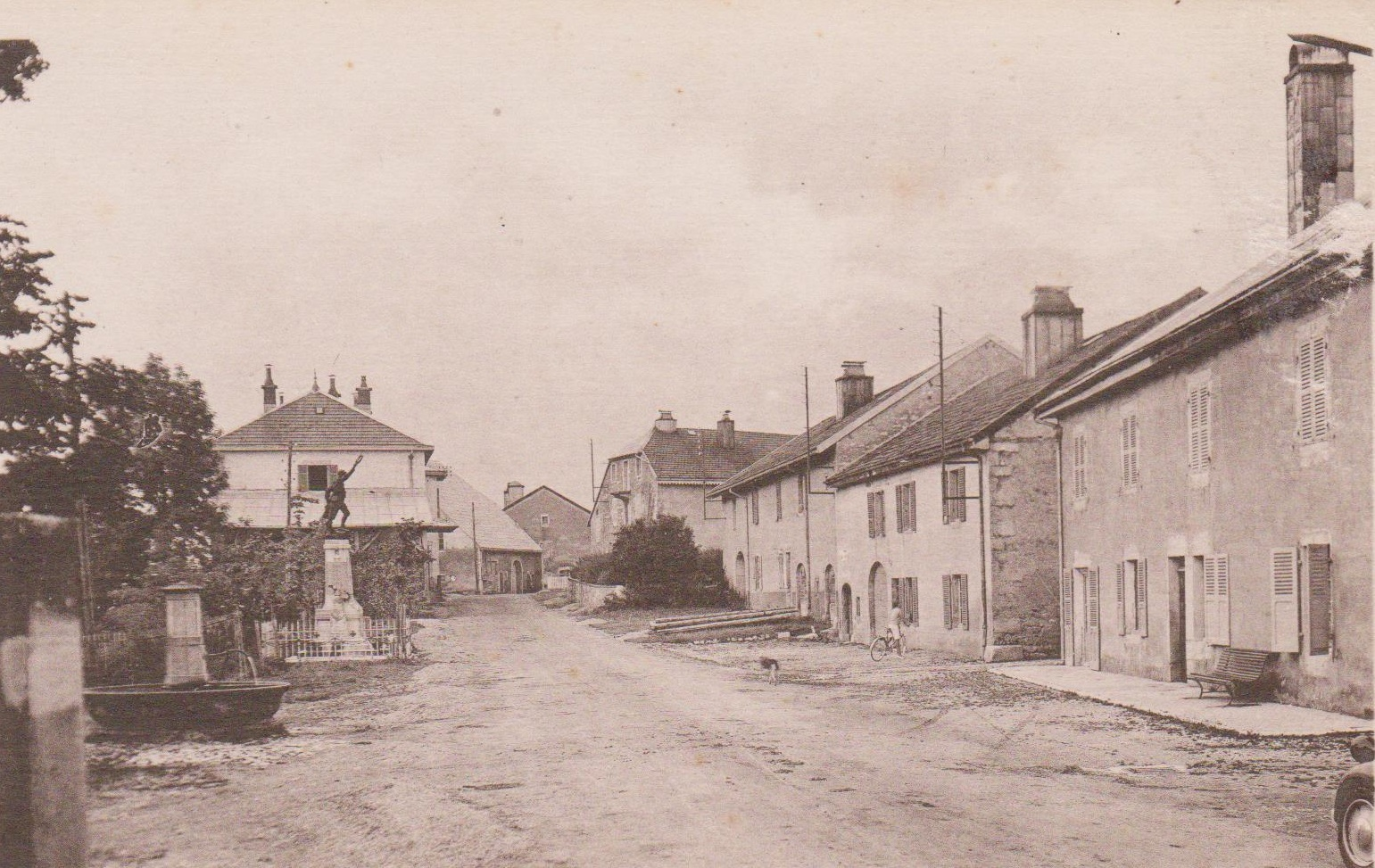
Le village en 1930.

## Politique et administration

### Rattachements administratifs et électoraux

#### Rattachements administratifs
La commune se trouve dans l'arrondissement de Saint-Claude du département du l'Jura.
Elle faisait partie depuis 1793 du canton de Saint-Laurent-en-Grandvaux. Dans le cadre du redécoupage cantonal de 2014 en France, cette circonscription administrative territoriale a disparu, et le canton n'est plus qu'une circonscription électorale.

#### Rattachements électoraux
Pour les élections départementales, la commune fait partie depuis 2014 d'un nouveau canton de Saint-Laurent-en-Grandvaux porté de 15 à 73 communes.
Pour l'élection des députés, elle fait partie de la deuxième circonscription du Jura.

### Intercommunalité
Fort-du-Plasne est membre depuis 2001 de la communauté de communes du Pays du Coquelicot, un établissement public de coopération intercommunale (EPCI) à fiscalité propre créé fin 1994  et auquel la commune a transféré un certain nombre de ses compétences, dans les conditions déterminées par le code général des collectivités territoriales.

### Liste des maires
| Période        | Période                        | Identité      | Étiquette | Qualité                                                                |
| -------------- | ------------------------------ | ------------- | --------- | ---------------------------------------------------------------------- |
| mars 1983      | mai 2023                       | Michel Monnet | DVD       | Retraité Démissionnaire                                                |
| septembre 2023 | En cours (au 30 novembre 2023) | Tanguy Cuby   |           | Profession intermédiaire administrative et commerciale des entreprises |

## Population et société
Les habitants de Fort-du-Plasne sont appelés les Placus.

### Démographie
L'évolution du nombre d'habitants est connue à travers les recensements de la population effectués dans la commune depuis 1793. Pour les communes de moins de 10 000 habitants, une enquête de recensement portant sur toute la population est réalisée tous les cinq ans, les populations de référence des années intermédiaires étant quant à elles estimées par interpolation ou extrapolation. Pour la commune, le premier recensement exhaustif entrant dans le cadre du nouveau dispositif a été réalisé en 2006.

En 2022, la commune comptait 478 habitants, en évolution de +8,14 % par rapport à 2016 (Jura : −0,81 %, France hors Mayotte : +2,11 %).
| 1793 | 1800 | 1806 | 1821 | 1831 | 1836 | 1841 | 1846 | 1851 |
| ---- | ---- | ---- | ---- | ---- | ---- | ---- | ---- | ---- |
| 816  | 783  | 815  | 836  | 849  | 831  | 830  | 844  | 824  |

| 1856 | 1861 | 1866 | 1872 | 1876 | 1881 | 1886 | 1891 | 1896 |
| ---- | ---- | ---- | ---- | ---- | ---- | ---- | ---- | ---- |
| 779  | 726  | 702  | 672  | 654  | 643  | 620  | 557  | 540  |

| 1901 | 1906 | 1911 | 1921 | 1926 | 1931 | 1936 | 1946 | 1954 |
| ---- | ---- | ---- | ---- | ---- | ---- | ---- | ---- | ---- |
| 531  | 484  | 509  | 437  | 370  | 329  | 305  | 315  | 326  |

| 1962 | 1968 | 1975 | 1982 | 1990 | 1999 | 2006 | 2011 | 2016 |
| ---- | ---- | ---- | ---- | ---- | ---- | ---- | ---- | ---- |
| 312  | 302  | 308  | 264  | 314  | 397  | 429  | 429  | 442  |

| 2021 | 2022 | - | - | - | - | - | - | - |
| ---- | ---- | - | - | - | - | - | - | - |
| 466  | 478  | - | - | - | - | - | - | - |

## Culture locale et patrimoine

### Lieux et monuments
- Le lac de Fort-du-Plasne est apprécié des pécheurs et des randonneurs[1].

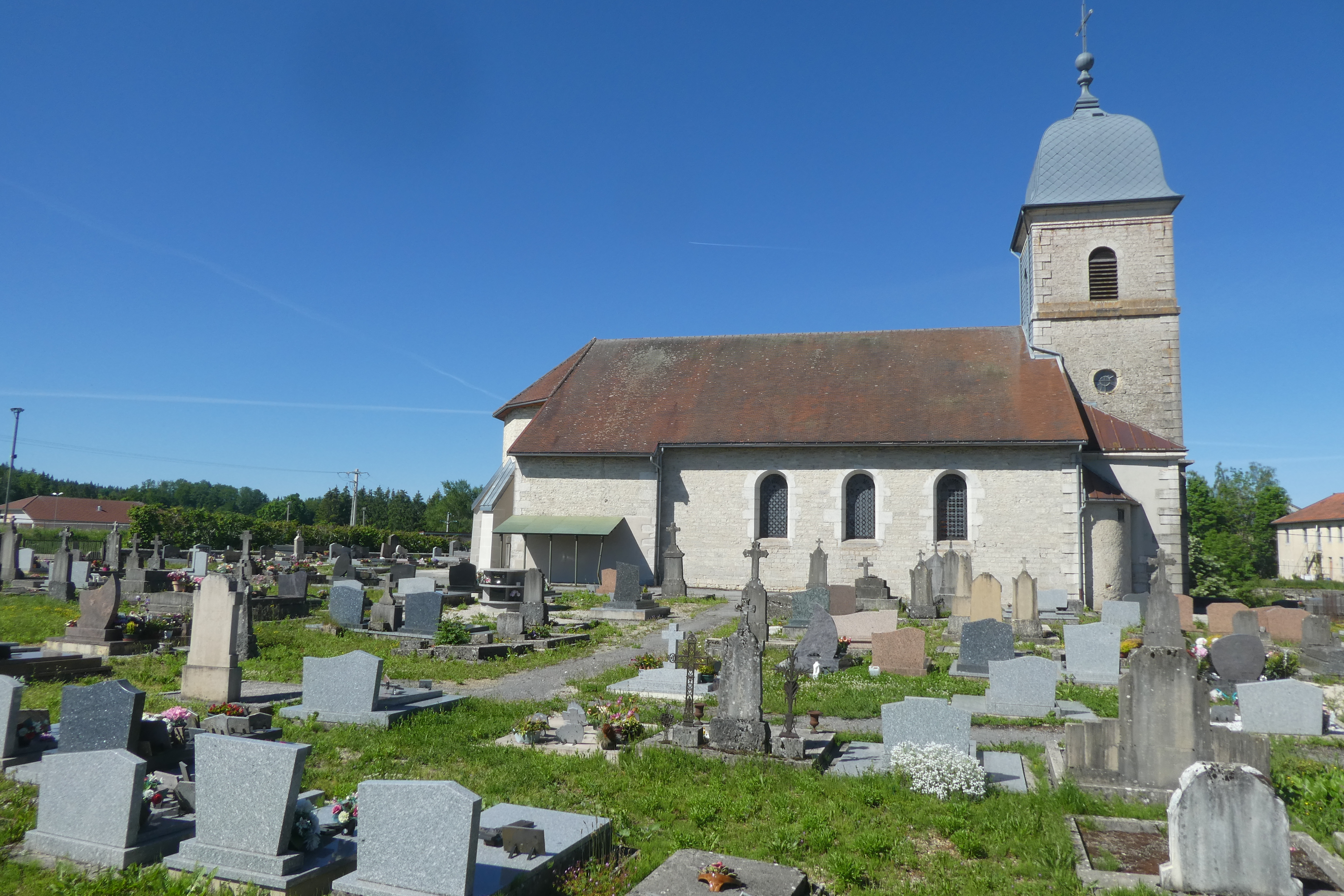
L'église...
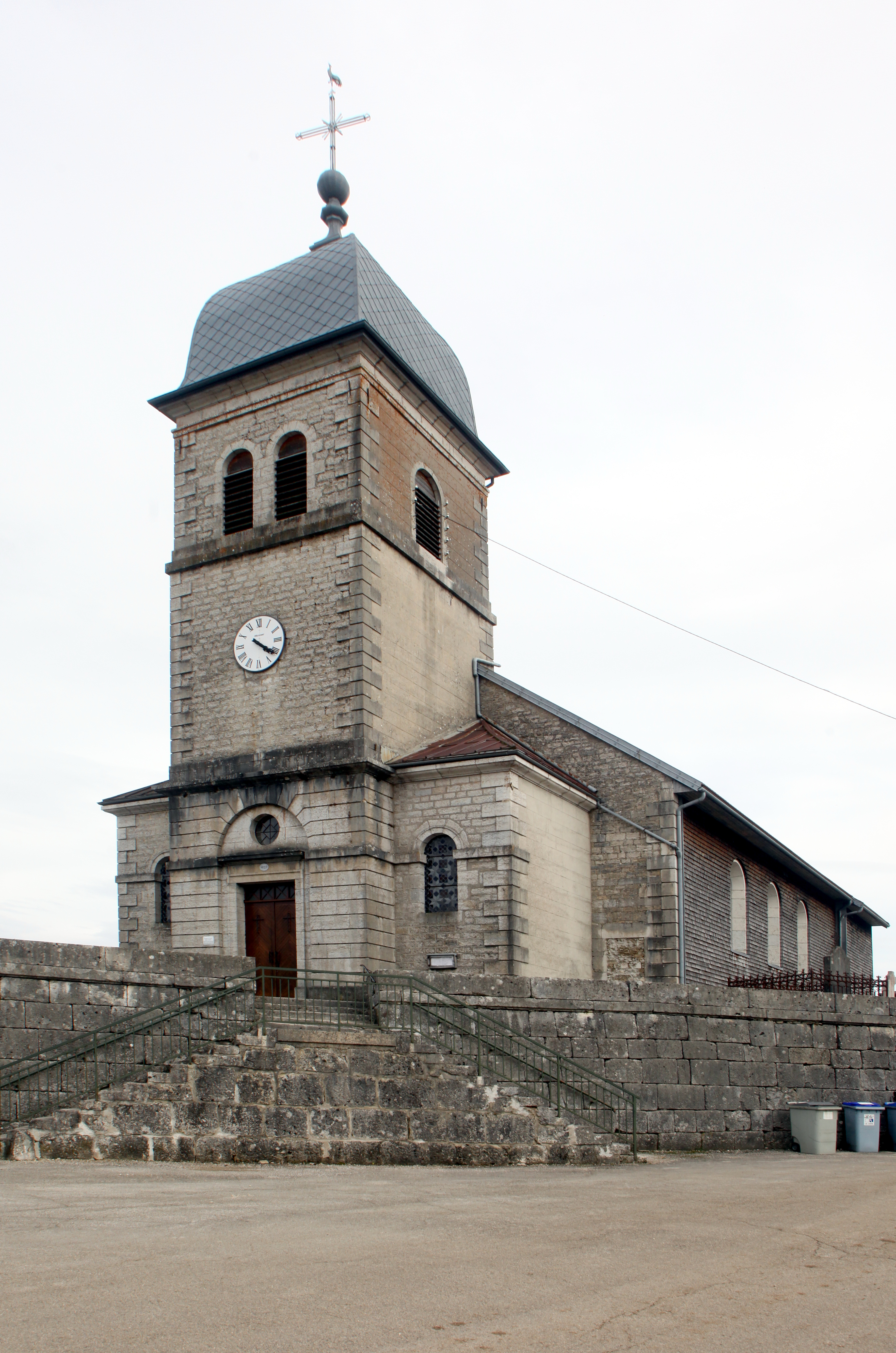
... et sa façade.
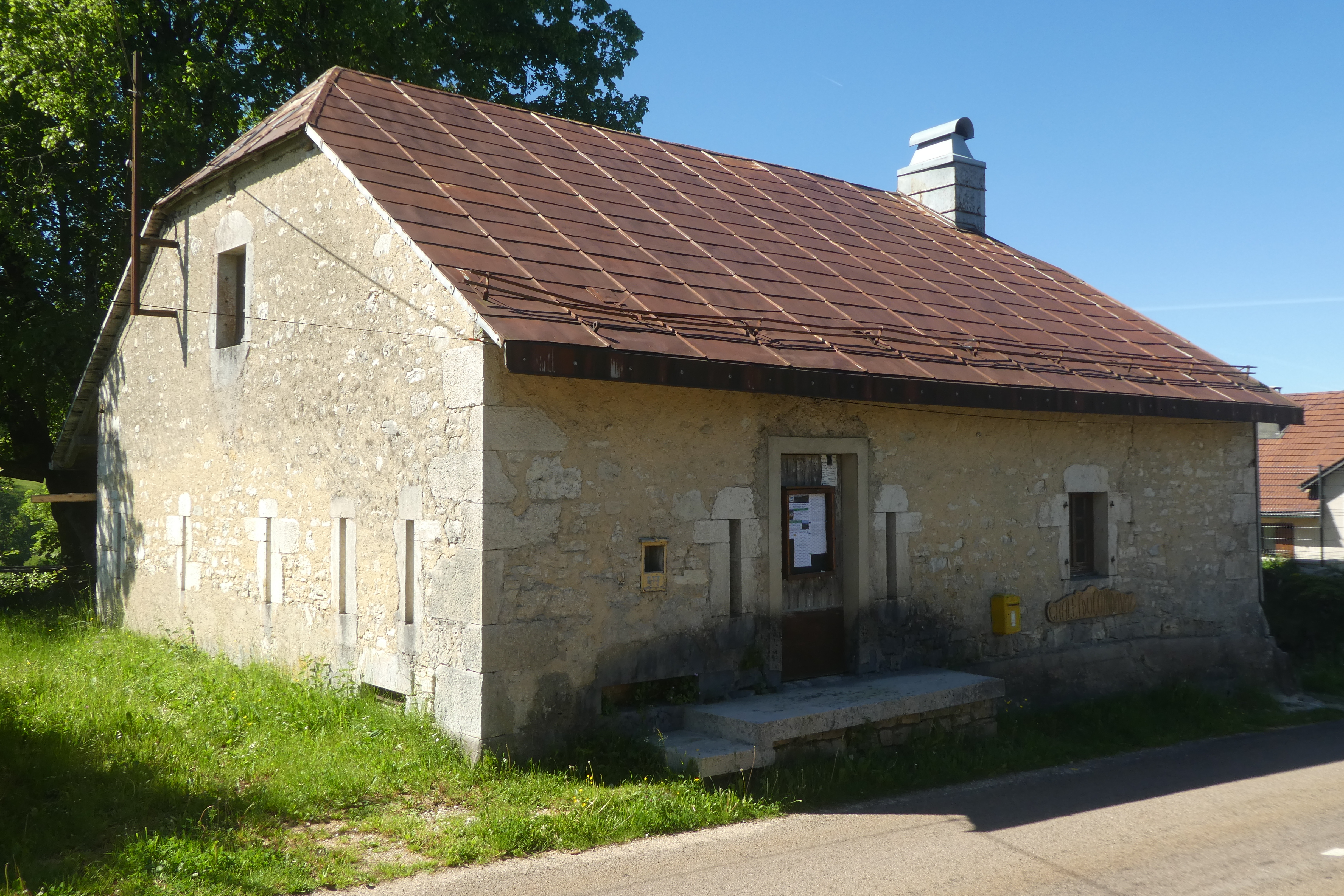
Chalet du Coin d'Aval.
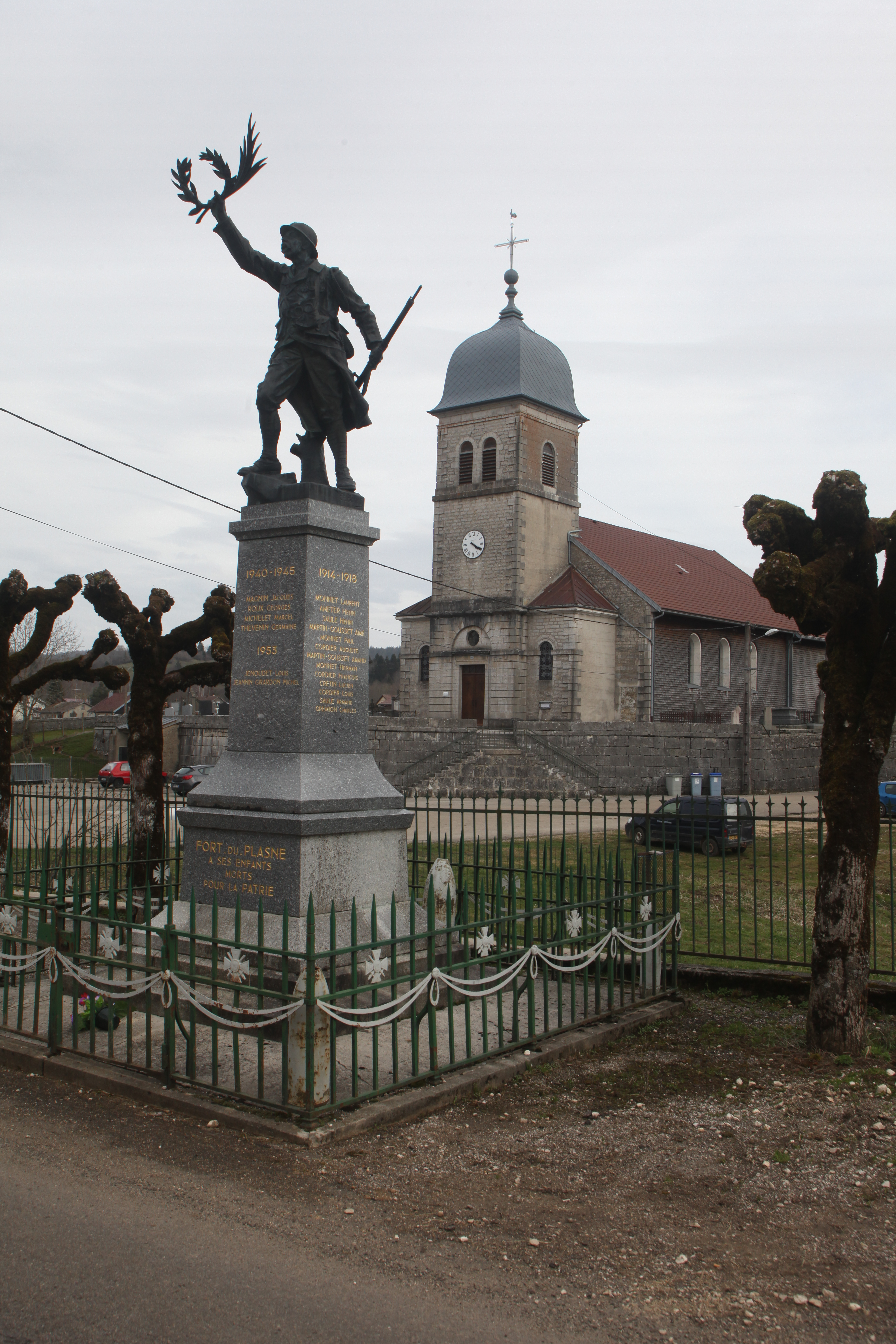
Le monument aux morts.
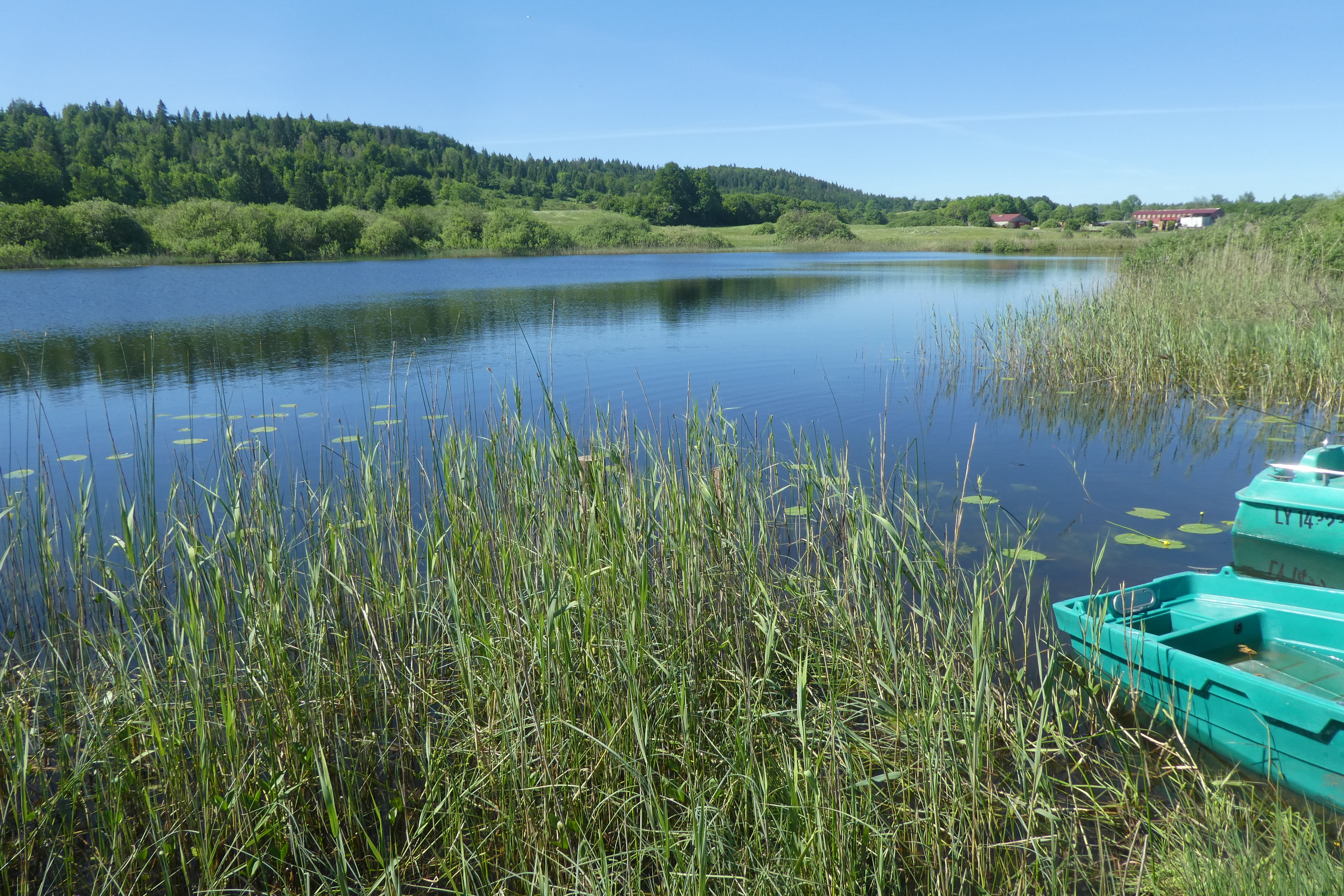
Le lac.

### Personnalités liées à la commune
Numa Magnin (1874-1958), enseignant et un écrivain régionaliste connu surtout pour ses romans pour la jeunesse autour du personnage pittoresque de La Bique : Histoire de La  Bique (1922), La Bique en apprentissage (1925) et La Bique en voyage (1929), y est né.
Marijan Molé (1924-1963, spécialiste slovène-polonais des études iraniennes (moyen persan et persan moderne). Il a également travaillé dans le domaine des études islamiques, en particulier dans le champ des études sur le soufisme et est l'un des iranologues les plus doués de sa génération. Il est enseveli dans le cimetière de Fort-du-Plane.

## Pour approfondir